# Ternberg
Ternberg osztrák mezőváros Felső-Ausztria Steyrvidéki járásában. 2019 januárjában 3406 lakosa volt. 

## Elhelyezkedése

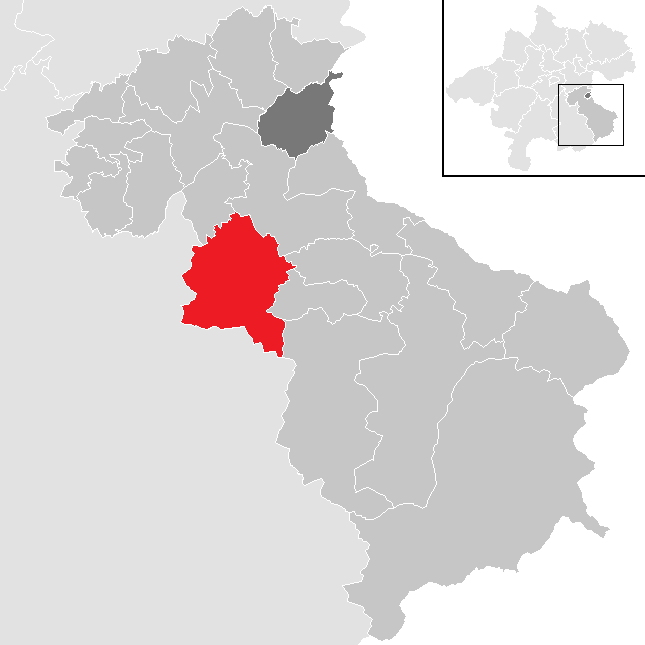
Ternberg a Steyrkörnyéki járásban

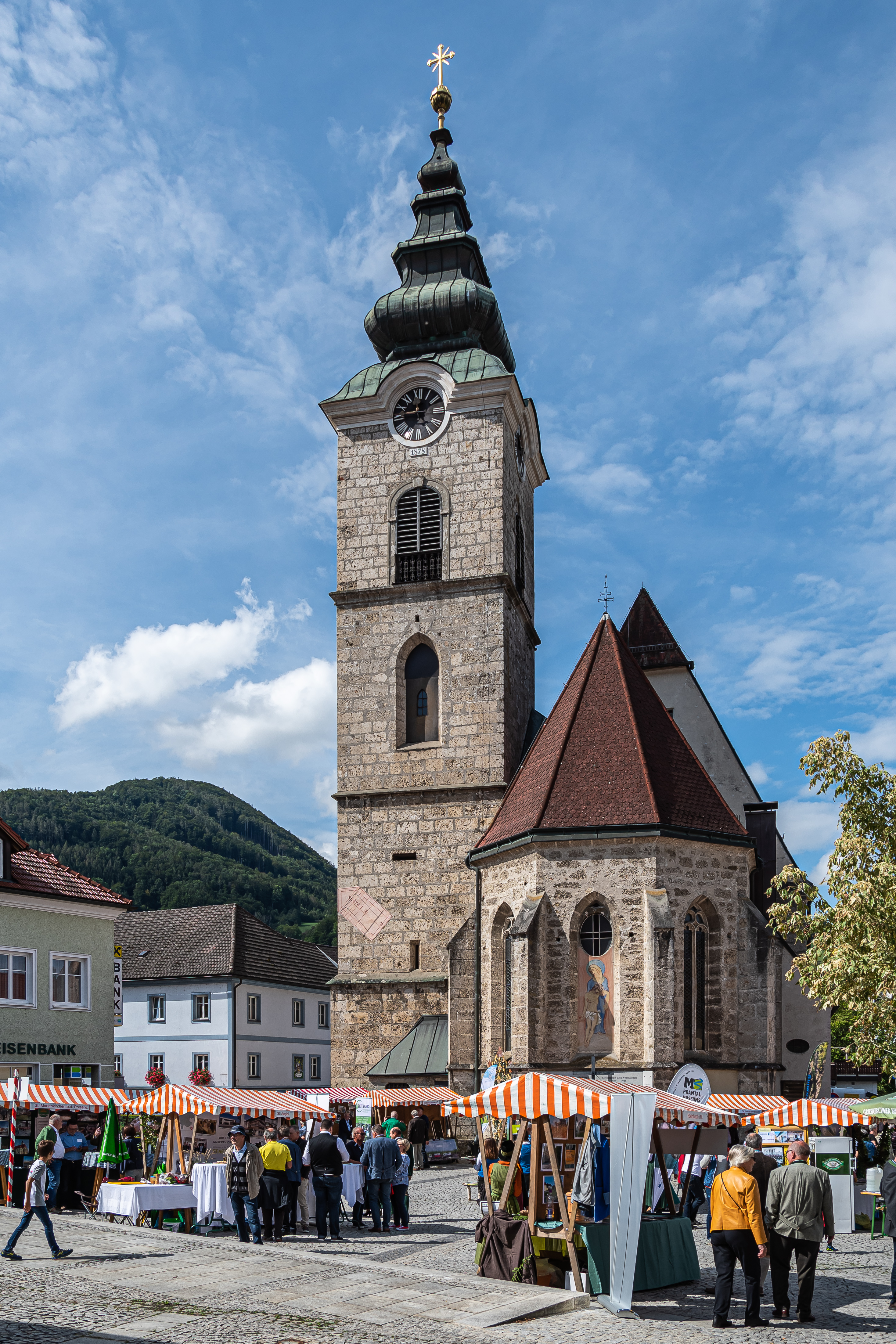
A Szt. Péter és Pál-plébániatemplom

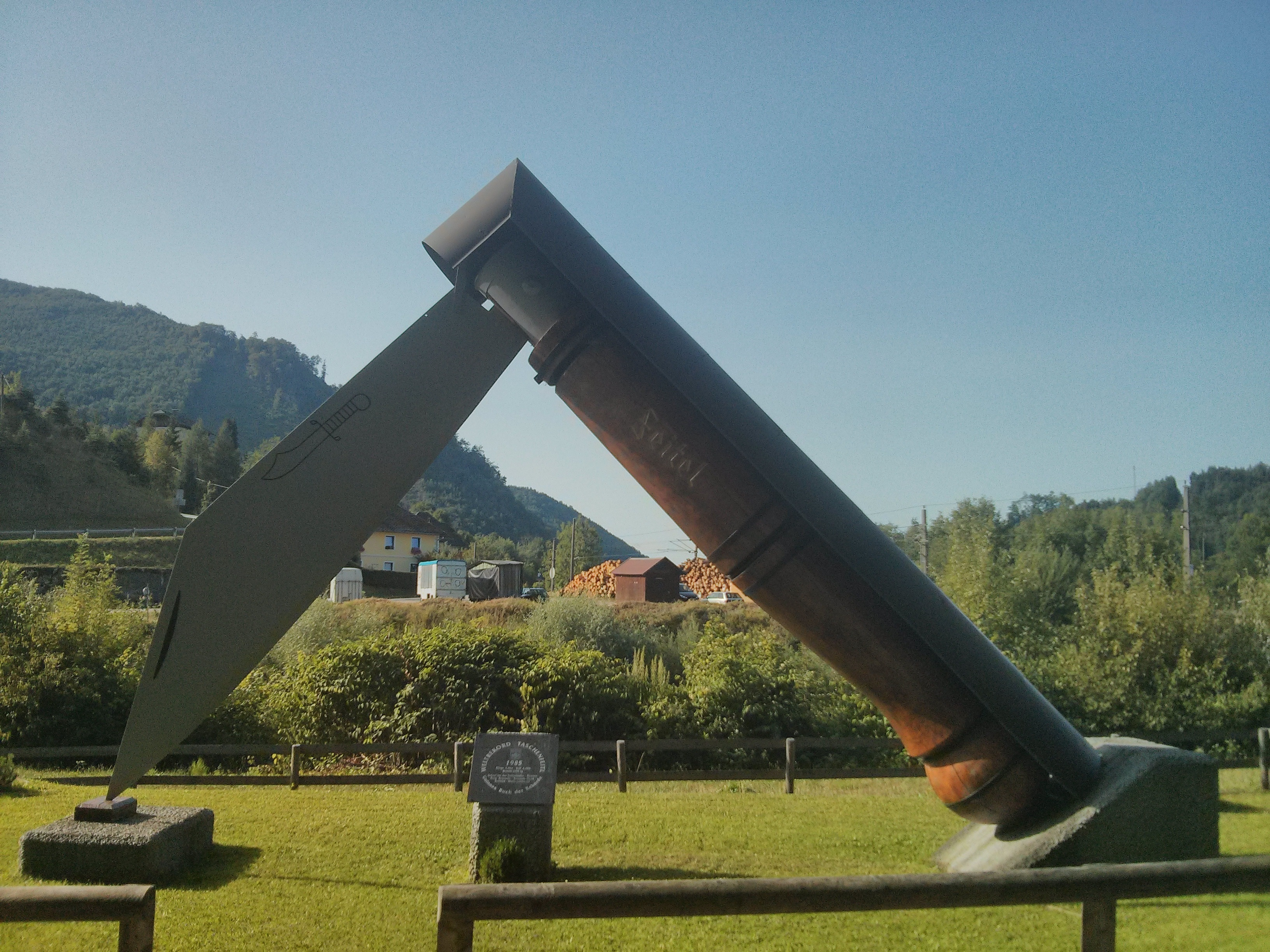
A világ legnagyobb bicskája

Ternberg a tartomány Traunviertel régiójában fekszik az Ennstali Elő-Alpok északi peremén, az Enns folyó mentén. Területének 51,4%-a erdő, 39,6% áll mezőgazdasági művelés alatt. Az önkormányzat 3 települést egyesít: Ternberget, Trattenbachot és Dürnbachot. 
A környező önkormányzatok: északnyugatra Aschach an der Steyr, északkeletre Garsten, keletre Laussa és Losenstein, délkeletre Reichraming, délre Molln, nyugatra Steinbach an der Steyr.  

## Története
Ternberg templomát 1100 körül említik először és ekkor már a garsteni apátsághoz tartozott. A faluról önálló egyházközségként a 14. század elején adnak számot először és ekkor is az apátság birtoka volt. Az addig a Bajor Hercegséghez tartozó régió a 12. században került Ausztriához, azon belül 1490-ben az Ennsen túli Hercegséghez. A 16-17. században a reformáció, ellenreformáció, parasztháború, török háborúk sújtotta a települést, amelynek templomát többször kifosztották. 
Az Enns mentén fekvő településen a 17. században késkészítők telepedtek meg, akik a folyón leérkező stájer vasat dolgozták fel. A trattenbachi bicska hamarosan messze földön ismertté vált és még ma is készítik. Első hivatalos elismerésük 1680-ból származik. A bicskakészítés hagyománya 2015 óta Ausztria szellemi világörökségéhez tartozik. 
1789-ben II. József egyházrendelete nyomán a garsteni kolostort bezárták, Ternberg pedig önálló egyházközséggé vált. 1918-ban a köztársaság kikiáltása után Ternberg Felső-Ausztria tartomány része lett, majd 1938-ban, amikor a Német Birodalom annektálta Ausztriát, az Oberdonaui gauba sorolták be. 1942-44 között Ternbergben működött a mauthauseni koncentrációs tábor egyik altábora. A mintegy 400 fogoly a vízierőmű, valamint utak, hidak építésénél dolgozott. 

## Lakosság
A ternbergi önkormányzat területén 2019 januárjában 3406 fő élt. A lakosságszám 1961 óta gyarapodó tendenciát mutat. 2017-ben a helybeliek 96,3%-a volt osztrák állampolgár; a külföldiek közül 1% a régi (2004 előtti), 1,3% az új EU-tagállamokból érkezett. 0,4% a volt Jugoszlávia (Szlovénia és Horvátország nélkül) vagy Törökország, 1,1% egyéb országok polgára volt. 2001-ben a lakosok 92%-a római katolikusnak, 1,3% evangélikusnak, 5,4% pedig felekezeten kívülinek vallotta magát. Ugyanekkor egy magyar élt a mezővárosban. 
A népesség változása:

| 2016 | 3 390 |
| 2018 | 3 367 |

## Látnivalók
- a Szt. Péter és Pál-plébániatemplom
- a trattenbachi templom
- a világ legnagyobb bicskája
- a trattenbachi múzeumfalu

## Testvértelepülések
- Prószków (Lengyelország)

## Fordítás
- Ez a szócikk részben vagy egészben  a   Ternberg című német Wikipédia-szócikk ezen változatának fordításán alapul.  Az eredeti cikk szerkesztőit annak laptörténete sorolja fel. Ez a jelzés csupán a megfogalmazás eredetét és a szerzői jogokat jelzi, nem szolgál a cikkben szereplő információk forrásmegjelöléseként.